# Lilium iridollae
Lilium iridollae ist eine Art aus der Gattung der Lilien (Lilium)  in der Sektion Pseudolirium. Sie ist nur in Florida und Alabama in den USA einheimisch und ist sehr selten.

## Beschreibung
Lilium iridollae erreicht eine Höhe von bis zu 200 cm. Die Zwiebeln sind rhizomartig und oft verzweigt.
Der Stängel ist hart und gerade, die Blätter lanzettförmig, bis zu 15,7 cm lang und bis zu 3,6 cm breit. Sie sind in ein bis fünf Quirlen aus drei bis zehn Blättern angeordnet.
Die Pflanze blüht von Juli bis August mit ein bis vier hängenden, nicht duftenden Blüten in einer Dolde. Die Blüten bestehen aus sechs stark zurückgebogenen 6,2 bis 10,2 cm langen Blütenblättern (Türkenbundform). Es sind drei Kron- und drei Kelchblätter, die sich aber sehr ähnlich sehen. Die Grundfarbe der Blüten ist gelb bis orange-gelb mit kastanienbraunen Flecken. Die Antheren sind magenta, die Pollen braun und die Filamente grün. Die Samen reifen in 2,5 cm bis 5 cm großen Samenkapseln heran.

## Verbreitung und Gefährdung
Die Pflanze ist sehr selten und nur noch in sehr kleinen Arealen in Florida und Alabama zu finden, da ihr Lebensraum zunehmend zerstört wird. Zurzeit wird geprüft, die Pflanzen in den USA unter Artenschutz zu stellen.
Lilium iridollae braucht einen feuchten Boden, am besten gedeiht sie an Tümpeln und nassen Stellen in Nadelwäldern in Höhenlagen bis zu 100 m. Sie ist häufig in der Nähe von Schlauchpflanzen (Sarracenia) zu finden.

## Taxonomie und Systematik
Lilium iridollae wurde 1947 von M.G. Henry in Bartonia; a Botanical Annual. Proceedings of the Philadelphia Botanical Club Band 24, Seite 2, Tafel 1–5 erstbeschrieben. Ds Epithet "iridollae" bedeutet "Goldschatz am Ende des Regenbogens". Die nächsten Verwandten von Lilium iridollae sind Lilium superbum und die sehr seltene Lilium pyrophilum.